# 台泥彰濱風力發電站
台泥彰濱風力發電站位於臺灣彰化縣線西鄉的彰濱工業區線西區內，為台灣水泥公司轄下的台泥綠能公司所投資興建的風力發電站，是台泥綠能第一座取得電業執照的陸域風力發電站，該發電站目前裝設兩部風力發電機，並且是臺灣陸域風力發電機組單機容量最大的風機，第二階段將增設三部風力發電機。

## 沿革

### 背景
台灣水泥公司自政府開始推動再生能源發展政策後，公司一併積極轉型投入再生能源，並成立子公司台泥綠能公司負責各種再生能源發電廠之開發投資。計畫利用彰化縣彰濱工業區線西區的廠址設置結合地面式太陽光電、陸域風力發電，以及儲能廠的再生能源綜合發電園區。2018年11月6日台泥綠能繼完成第一期太陽光電場設置後，直接接續啟動第二期太陽光電與陸域風力發電計畫。

### 第一階段
台泥綠能公司啟動彰濱廠區第二期太陽光電與陸域風力發電計畫後，2017年11月宣布由星能股份有限公司承攬陸域風力發電，包含風機採購、安裝、土木設施等等的統包工程，於台泥彰濱廠區南側設置兩部單機裝置容量3.6MW，兩部共7.2MW的丹麥維斯塔斯公司 V105 風力發電機，為臺灣陸域風力發電機組單機容量最大的風機。
星能公司於2019年5月取得彰化縣政府核發之施工許可後立即進場施工，6月開始兩部機組基礎施作，8月18日開始吊裝風機塔身，9月完成機艙吊裝、轉子吊裝定位，以及扇葉組裝等工程，同年10月28日兩部風機全數工程完工，並與台電公司電網系統併連成工商轉發電。第一階段兩部風機預估年發電量可達1,907萬度。

### 第二階段
2020年10月台泥綠能啟動彰濱風力發電第二期計畫，預計在同場區增設五部風力發電機組，總裝置容量14.4MW，預估年發電量3,813萬度，相當於51.9座大安森林公園的二氧化碳排減量。台泥綠能委託艾奕康工程顧問公司進行工程規畫與生態影響調查，而本來該風力發電計畫因設置於工業區內，可免進行環境影響評估，不過因台泥規劃部分風機距離工業區辦公區域較近，因此仍被要求須提報環境影響評估審查，並於環保署第一次初審會議後，台泥綠能主動刪減兩部風機。
於2021年1月第二次初審會議時提報新設三部風機，總裝置容量不超過12MW，並加大風機之間間距到180公尺以上，除此之外也規劃風機運轉20年退役後，參考荷蘭將損壞風機葉片再利用的方案，整修為遊憩設施、休閒長椅，或者作為綠能教室展示教材、廠內裝置藝術等廢棄物再利用計畫。而環評委員也要求，因距離工業區辦公區建物最近直線距離僅有110公尺，台泥綠能在設置風機時，也應需要考量若發生風機倒塌時的應對方式。
經台泥綠能主動減少風機數量，以及增加周邊環境生態、動植物監測後，於2021年1月第三次初審會議中通過，送交環評大會審查，2021年5月12日環評大會中，環評委員要求台泥綠能需關注風機對周圍生態造成的影響，以及提出降轉計畫，減輕飛行動物被風機影響的衝擊後，決議通過環境影響評估。

## 設施

### 發電機組
| 風力發電機類型          | 風力發電類型 | 機組數量 | 裝置容量（MW） | 商轉日期       | 狀態   |
| ----------------------- | ------------ | -------- | -------------- | -------------- | ------ |
| 丹麦維斯塔斯 V105 3.6MW | 陸域風力發電 | 2        | 7.2            | 2019年10月28日 | 商轉中 |

| 風力發電機類型        | 風力發電類型 | 機組數量 | 裝置容量（MW） | 商轉日期 | 狀態   |
| --------------------- | ------------ | -------- | -------------- | -------- | ------ |
| Enercon E-82 E4 3.0MW | 陸域風力發電 | 3        | 9              |          | 計畫中 |